# Napf-Marathon
Der Napf-Marathon ist ein Marathon, der seit 1989 im Oktober in Trubschachen stattfindet und vom Turnverein Trub und den Turnvereinen Trubschachen organisiert wird. Seit 2007 ist auch ein Halbmarathon im Programm.
Die Strecke, die ihn als Bergmarathon ausweist, ist ein 42 km langer Rundkurs mit 1542 Höhenmetern auf Asphaltstrassen, Wanderwegen und Pfaden durch das Napfbergland mit dem Gipfel des Napfs (1408 m ü. M.) als höchstem Punkt. Der Halbmarathon startet auf dem Gipfel des Napfs und ist mit der zweiten Hälfte des Marathons identisch.

## Statistik

### Streckenrekorde
Strecke bis 2001
- Männer: 2:53:26, Urs Christen, 1995
- Frauen: 3:33:29, Sabrina Fesseler, 1991

Strecke ab 2002
- Männer: 2:58:28, Marc Lauenstein, 2006
- Frauen: 3:29:14, Martina Krähenbühl, 2005

### Schnellste Läufer 2007
Marathon
- Männer: Helge Hansen (GER), 3:13:15
- Frauen: Brigitte Witschi, 3:44:29

Halbmarathon
- Männer: Roland von Allmen, 1:38:54
- Frauen: Rosmarie Zaugg, 1:58:41

### Finisher 2007
- Marathon: 226 (179 Männer und 47 Frauen), 15 weniger als im Vorjahr
- Halbmarathon: 52 (29 Männer und 23 Frauen)

### Siegerliste
| Datum            | Männer               | Zeit    | Frauen                 | Zeit    |
| ---------------- | -------------------- | ------- | ---------------------- | ------- |
| 14. Oktober 2007 | Helge Hansen (GER)   | 3:13:15 | Brigitte Witschi       | 3:44:29 |
| 8. Oktober 2006  | Marc Lauenstein      | 2:58:28 | Judith Aregger         | 3:45:36 |
| 9. Oktober 2005  | Daniel Bolt          | 3:06:05 | Martina Krähenbühl     | 3:29:14 |
| 10. Oktober 2004 | Helmut Schießl (GER) | 3:01:53 | Claudia Landolt        | 3:50:18 |
| 12. Oktober 2003 | Urs Christen         | 2:59:55 | Julia Alter (GER)      | 3:49:34 |
| 13. Oktober 2002 | Daniel Keller        | 3:08:06 | Judith Aregger         | 3:51:03 |
| 14. Oktober 2001 | Markus Sterchi       | 3:07:43 | Birgit Lennartz (GER)  | 3:39:41 |
| 8. Oktober 2000  | Ueli Horisberger -5- | 3:03:20 | Karin Hiss -2-         | 3:51:33 |
| 1999             | Ueli Horisberger -4- | 3:00:13 | Karin Hiss             | 3:51:52 |
| 1998             | Ueli Horisberger -3- | 3:07:09 | Gaby Steigmeier -2-    | 3:42:40 |
| 1997             | Markus Sterchi -2-   | 3:01:50 | Gaby Steigmeier        | 3:53:59 |
| 1996             | Urs Christen -2-     | 3:01:01 | Monika Schaffner       | 3:51:41 |
| 1995             | Urs Christen         | 2:53:26 | Silvia Pleuer          | 4:07:16 |
| 1994             | Ueli Horisberger -2- | 3:05:54 | Christine Berger       | 4:05:03 |
| 1993             | Urs Bütikofer        | 3:00:38 | Cornelia Müller        | 3:58:55 |
| 1992             | Oli Buholzer         | 2:55:48 | Vroni Steinmann-Studer | 3:54:46 |
| 1991             | Ueli Horisberger     | 2:58:14 | Sabrina Fesseler       | 3:33:29 |
| 1990             | Markus Sterchi       | 3:05:57 | Trudi Studenmann       | 4:03:28 |
| 1989             | Roland von Allmen    | 3:22:37 | Rosmarie Spring        | 5:07:46 |

### Entwicklung der Finisherzahlen
| Jahr | Marathon | HM  |
| ---- | -------- | --- |
| 2007 | 226      | 52  |
| 2006 | 241      | --- |
| 2005 | 292      | --- |
| 2004 | 238      | --- |
| 2003 | 297      | --- |
| 2002 | 285      | --- |
| 2001 | 245      | --- |
| 2000 | 227      | --- |
| 1999 | 263      | --- |
| 1998 | 222      | --- |
| 1997 | 185      | --- |
| 1996 | 258      | --- |
| 1995 | 219      | --- |
| 1994 | 198      | --- |
| 1993 | 190      | --- |
| 1992 | 191      | --- |
| 1991 | 175      | --- |
| 1990 | 159      | --- |
| 1989 | 087      | --- |

## Fussnoten
1. ↑  Angabe des Veranstalters, laut Archivierte Kopie (Memento des Originals vom 9. Februar 2007 im Internet Archive)  Info: Der Archivlink wurde automatisch eingesetzt und noch nicht geprüft. Bitte prüfe Original- und Archivlink gemäß Anleitung und entferne dann diesen Hinweis. 40,5 km

Koordinaten: 47° 0′ 15″ N, 7° 56′ 24″ O; CH1903: 638129 / 206023